# Dumitru Dan (senator)
Dumitru Dan a fost un senator român în legislatura 2000-2004 ales în județul Ilfov pe listele partidului PD. Dumitru Dan a fost validat pe data de 31 august 2004 când l-a înlocuit pe senatorul Constantin Bălălău.